# Обман (Доктор Хаус)
«Обма́н» (англ. Deception)  — дев'ята серія другого сезону американського телесеріалу «Доктор Хаус». Прем'єра епізоду проходила на каналі FOX 13 грудня 2005. Доктор Хаус має врятувати жінку, яку тільки Хаус вважає хворою.

## Сюжет
На іподромі Хаус знайомиться з жінкою, у якої починаються судоми. Також Хаус помічає великі синці на животі. В лікарні з'ясовують, що в неї анемія. Хаус вважає, що у жінки може бути синдром Кушенга. Жінці проводять декілька тестів і команда починає припускати рак підшлункової залози. Кемерон помітила у Аніки (пацієнтки) дивну реакцію на можливу хворобу: та сказала їй, що, можливо, вона проживе не більше року, але жінка поводилася так, ніби знає, що в неї немає раку. Згодом Кемерон припустила синдром Мюнхаузена, але Хаус не вірить у це. Вони разом йдуть додому Аніки і Кемерон бачить дві записки: вівторок запис до офтальмолога, а в четвер до гінеколога. Це ще раз підтверджує синдром Мюнхаузена. Кемерон хоче підтвердити свою версію. Вона заходить до палати пацієнтки і каже їй, що знає її «проблему». Аніка заперечує Мюнхаузена, а Кемерон непомітно залишає в палаті антибіотики з написом небезпечно. Незабаром лікарі бачать, що сеча Аніки стала жовтогарячою. Це остаточно підтвердило версію Кемерон. Форман має виписати Аніки і направити її до психіатра.
Хаус проти цього, тому що думає, що Аніка справді хвора. Він припускає апластичну анемію. Для підтвердження потрібні тести, але Форман не дає дозвіл. Аніки виписують з лікарні. На вулиці Хаус зустрічається з нею і каже їй, що у неї апластична анемія, яку лікарі не могли помітити. Він вводить їй препарат, який симулює анемію. Аніка знову потрапляє до лікарні. Їй мають пересадити кістковий мозок, але спершу вбити старий. Тим часом Хаус, сидячи в її палаті, починає відчувати дивний запах. Він нюхає її бюстгальтер і розуміє, що в Аніки не анемія, а інфекція. Доводячи це, жінку починають лікувати.